# Siworae
Il Mare (hangul: 시월애; hanja: 時越愛; rr: Siworae), é um filme de 2000 dirigido por Lee Hyun-seung. O filme foi incluído no programa do Festival de Cinema do Extremo Oriente em Údine, 2001. Este filme trata-se de um romance que recebeu o remake americano "A Casa do Lago" em 2006, com Keanu Reeves e Sandra Bullock no elenco. O cenário foi gravado na ilha Ganghwa, Sukmodo, e na província de Jeju, na ilha de Udo.

## Sinopse
Eun-joo, ao mudar-se da casa conhecida como 'Il Mare', deixa um cartão de natal para o eventual novo morador, em 1999. Neste cartão ela pede para que este novo proprietário envie para a sua nova casa a correspondência recebida em seu nome. Em 1997, Sung-hyun, o primeiro proprietário de 'Il Mare', encontra o cartão de natal de Eun-joo. Pensando ser uma piada, Sung-hyun envia-lhe uma carta lembrando-a que estão em 1997 e não em 1999. Percebem então que estão separados por dois anos no tempo, mas que podem se comunicar através da caixa de correio.

## Elenco
- Jung-Jae Lee
- Ji-hyun Jun
- Mu-saeng Kim
- Seung-Yeon Jo
- Yun-jae Min
- Yun-Yeong Choe
- Kim Eun-ju
- Han Sung-hyun